# Bartholomaeus Anglicus

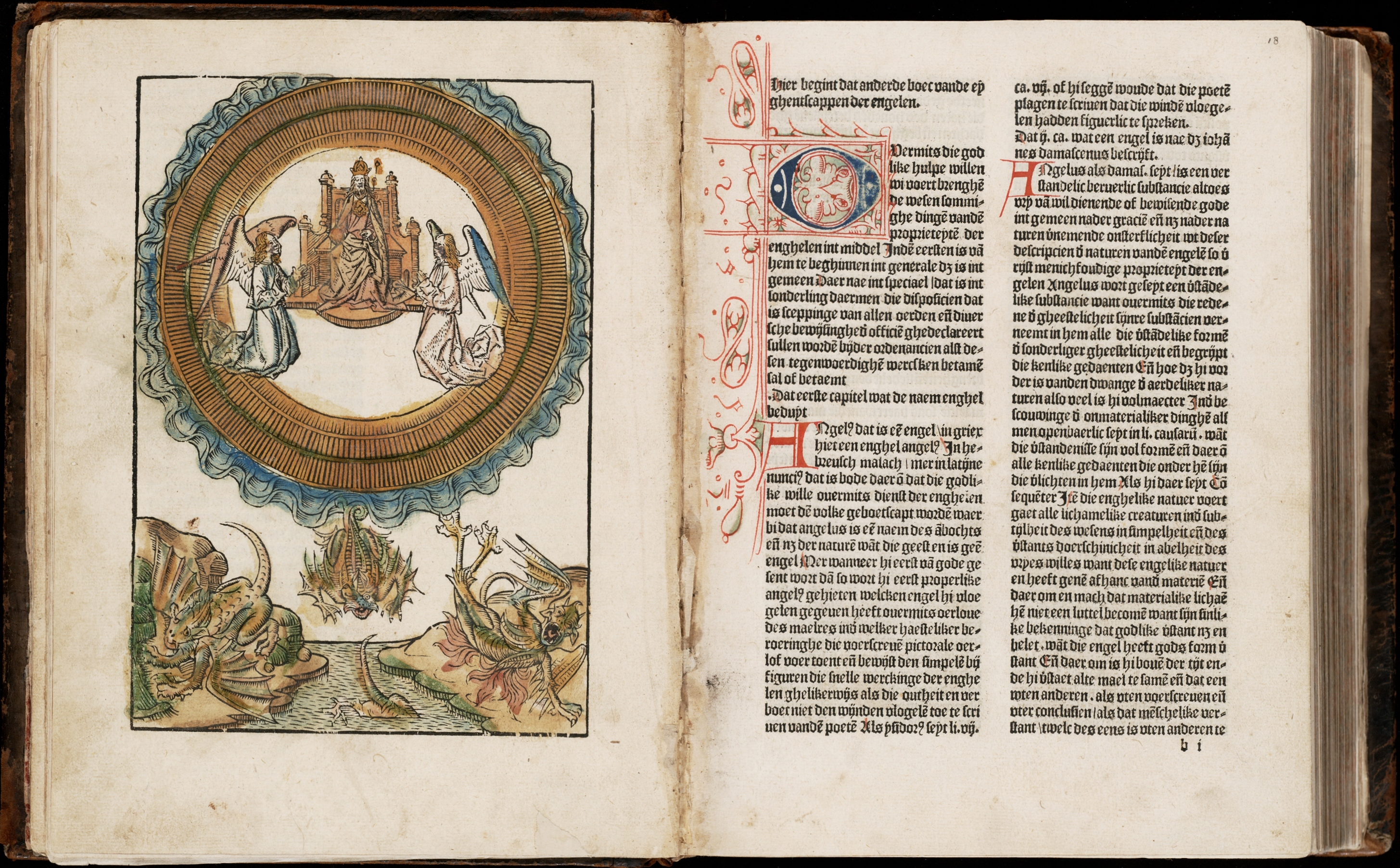
Hier begint dat anderde boec vande eyghentscappen der engelen. Uit: Bartholomaeus Anglicus, Van den proprieteyten der dinghen, Haarlem 1485.

Bartholomaeus Anglicus (Nederlands: Bartholomeus Engelsman) (voor 1203 - 1272) was een in Engeland geboren geleerde en franciscaan, professor aan universiteit van Parijs en lector in Magdeburg. Hij schreef De proprietatibus rerum, een voorloper van de encyclopedie.

## Leven

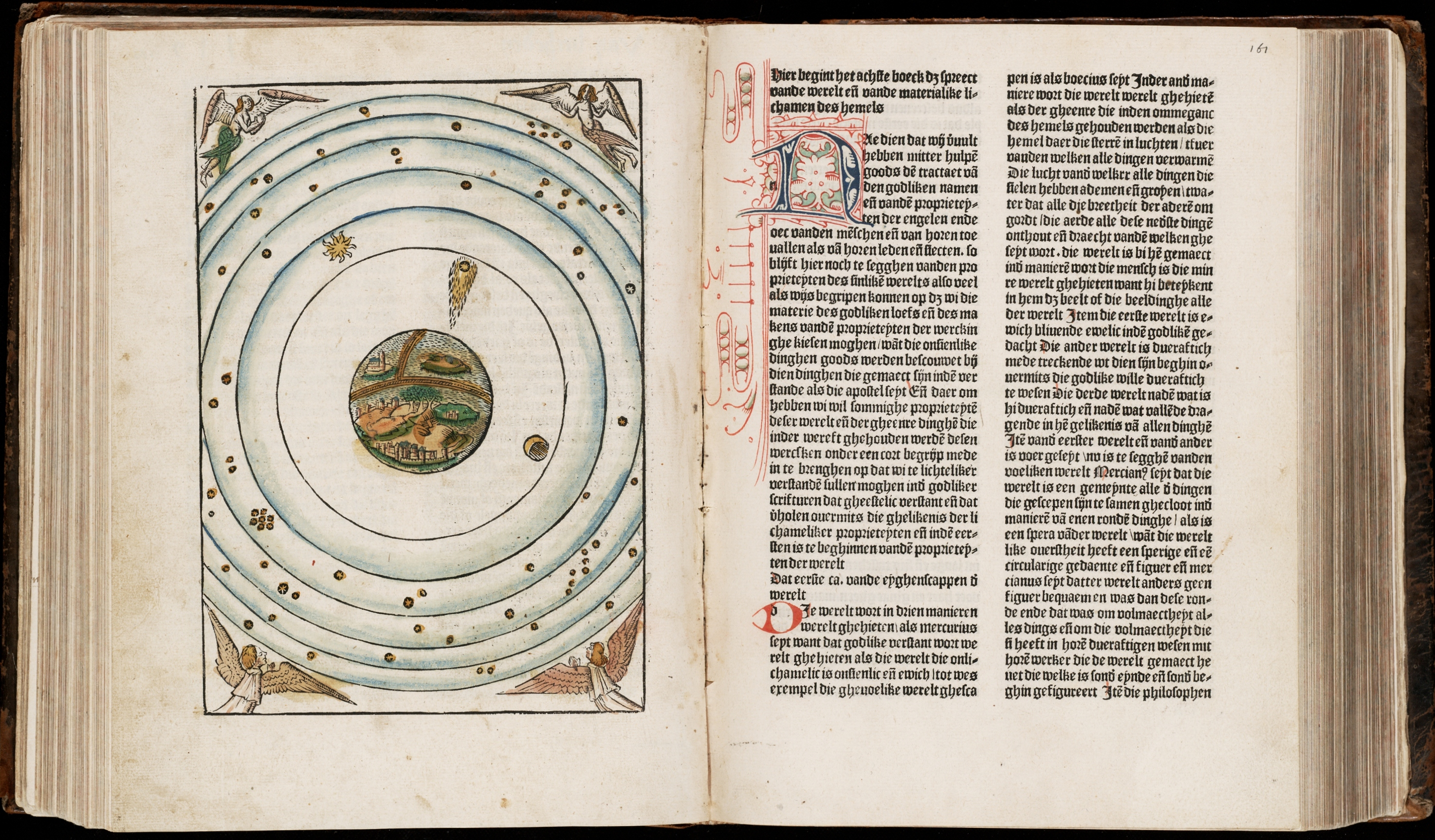
Hier begint het achtte boeck dat spreect vande werelt en vande materialike lichamen des hemels. Uit: Bartholomaeus Anglicus, Van den proprieteyten der dinghen, Haarlem 1485.

Bartholomaeus werd omstreeks 1200 geboren. Hij studeerde natuurwetenschappen aan de Universiteit van Oxford en werd professor in de theologie aan de universiteit van Parijs. In 1224 of 1225 trad hij toe tot de orde van de franciscanen, samen met zijn landgenoot en collega Haymo van Faversham. In 1231 werd hij door de generaal-overste John Parenti naar Maagdenburg gezonden, waar hij lector werd. In 1247 werd Bartholomaeus tot overste (minister-provinciaal) van de franciscaner orde in Oostenrijk benoemd, vervolgens in 1255 tot overste van de franciscaner orde in Bohemen, inclusief Polen. Paus Alexander IV benoemde hem tot pauselijk legaat ten noorden van de Karpaten en tot bisschop van Łuków in 1256. Hij werd waarschijnlijk nooit ingewijd vanwege de Tweede Mongoolse invasie van Polen in 1259. In 1262 werd hij benoemd tot overste van de franciscaner orde in Saksen. Deze functie vervulde hij tot zijn dood in 1272.
Hij wordt soms verward met Bartholomeus de Glanvilla, een andere franciscaanse monnik die een eeuw later leefde.

## De proprietatibus rerum

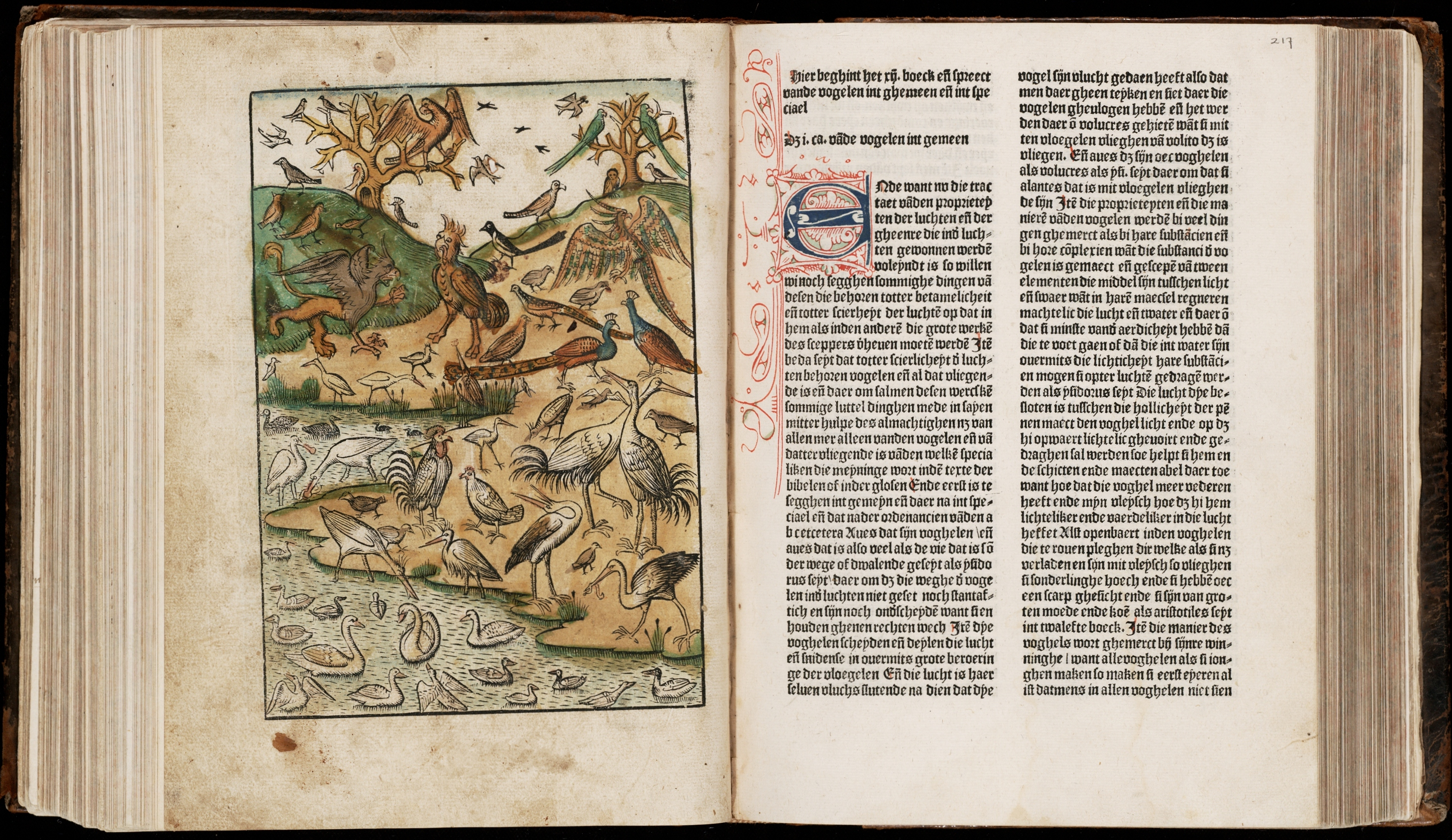
Hier beghint het XII. boeck en spreect vande vogelen int ghemeen en int speciaal. Uit: Bartholomaeus Anglicus, Van den proprieteyten der dinghen, Haarlem 1485.

Bartholomaeus schreef rond de helft van de 13e eeuw het werk De proprietatibus rerum (over de eigenschappen der dingen). Het wordt beschouwd als de eerste middeleeuwse encyclopedie. In 19 boeken, in artikelen op alfabetische volgorde, legt het de schepping uit aan de hand van werken van belangrijke auteurs uit de antieke en middeleeuwse wereld. Voor het eerst werden Griekse, Arabische en Joodse schrijvers op het gebied van de natuur en de geneeskunde vertaald, waaronder Aristoteles, Hippocrates, Theophrastus, Isaac Medicus en Haly. Dankzij de zorgvuldige bronvermelding van Bartholomaeus weten wij over welke bronnen de middeleeuwse wetenschapper kon beschikken, hoewel het lang niet altijd meer mogelijk is deze bronnen te identificeren of te lokaliseren.
Bartholomaeus schreef het werk in Magdeburg, als een naslagwerk voor franciscanen in opleiding. Het originele Latijnse werk werd later vertaald in het Frans (Jean Corbechon, 1372), Engels (John Trevisa, 1397), Nederlands (voor 1485), Occitaans, Italiaans en Spaans. Er verschenen vele edities, minimaal al veertien voor 1500, de laatste editie verscheen in Frankfurt in 1601. Door de vertalingen kwam de tekst beschikbaar voor leken, waardoor deze grote invloed had op het middeleeuwse gedachtegoed. 
Er zijn voor zover bekend 58 incunabelen bewaard gebleven, ongeveer een vijfde deel hiervan is gedecoreerd met penwerk, gerubriceerde hoofdletters en ingekleurde houtsnedes. De vertaling voor de Nederlandse uitgave uit 1485, met de titel Van den proprieteyten der dingen, kwam waarschijnlijk tot stand op initiatief van de Zeeuwse drukker en uitgever van het werk Jacobus Bellaert (werkzaam te Haarlem van 1483 tot 1486). De vertaling was gebaseerd op een handschrift dat wat eigenaardigheden bevat, die in de vertaling zijn overgenomen. Het gaat om een kostbare uitgave in folioformaat, gedecoreerd met houtsneden. Meerdere exemplaren zijn ingekleurd en gedecoreerd met Haarlems penwerk. Uit een exemplaar, bewaard in de bibliotheek van de Universiteit van Amsterdam, blijkt dat hij zaken deed met 'Cornelis de Boeckbinder', gevestigd aan de Kruisstraat in Haarlem.

## Inhoud
Het werk is opgedeeld in 19 boeken:
- De deo (over God)
- De angelis (over engelen)
- De anima (over de ziel)
- De elementis (over de elementen)

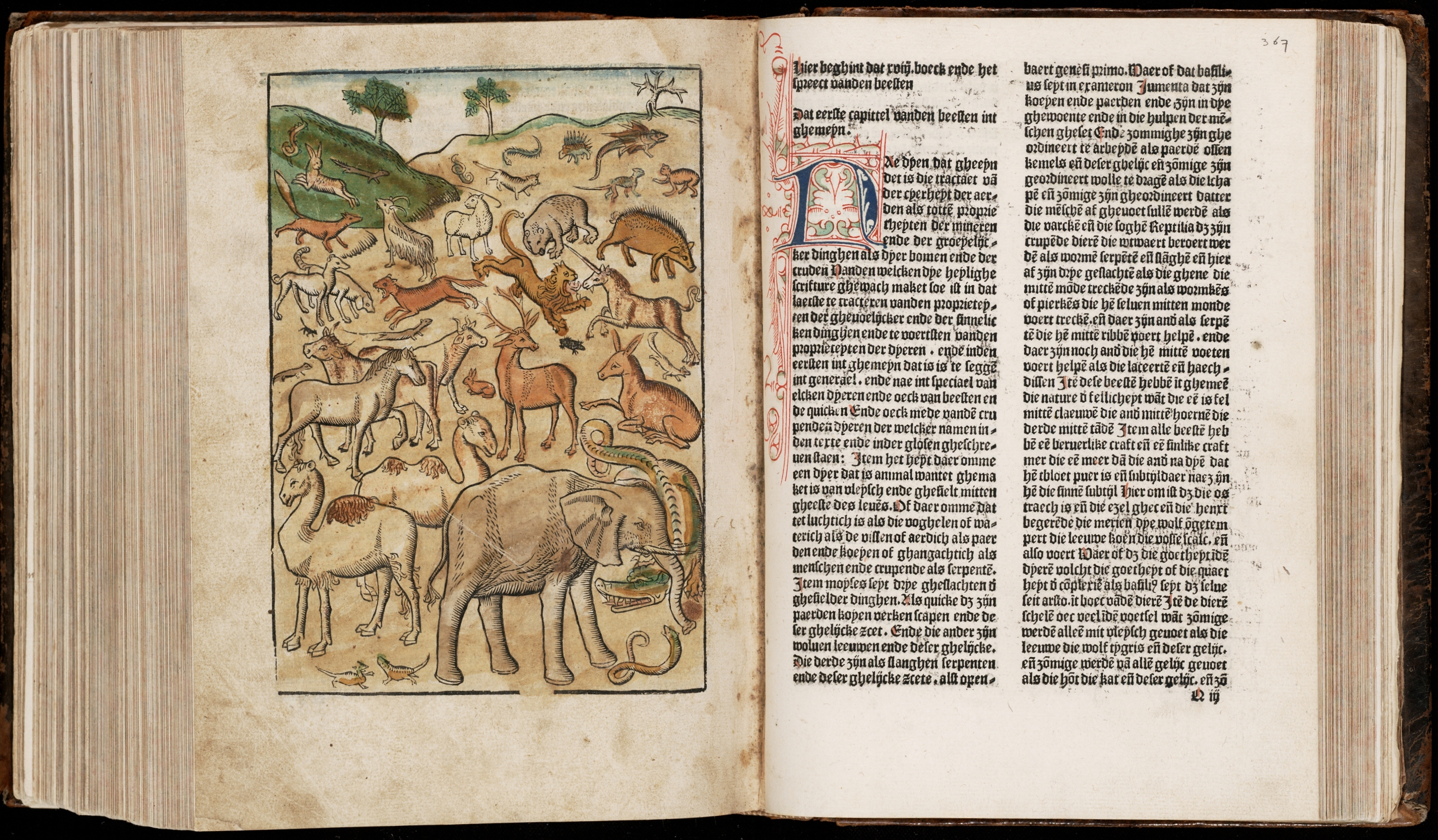
Hier beghint dat XVIII. boeck ende het spreect vanden beesten. Uit: Bartholomaeus Anglicus, Van den proprieteyten der dinghen, Haarlem 1485.

- De hominis corpore (over het menselijk lichaam)
- De etate hominis (over de stadia van de mens - levensstadia, man/vrouw)
- De infirmitatibus (over ziekte)
- De mundo et celo (over de aarde en de hemelen)
- De temporibus (over tijd)
- De materia et forma (over materie en vorm)
- De aere (over lucht)
- De avibus (over vogels (die de lucht bevolken))
- De aqua (over water)
- De montibus (over bergen)
- De regionibus (over de gebieden op aarde, geografie)
- De lapidibus (over stenen en metalen)
- De herbis plantis (over (geneeskrachtige) kruiden en planten)
- De animalibus (over dieren)
- De accidentalibus (over toevallige eigenschappen - de zintuigen, kleuren, geluiden, geuren, smaak, gewichten en maten, vloeistoffen)